# سیما کندی
سیما لوئیس غیاثی کندی (انگلیسی: Seema Louise Ghiassi Kennedy؛ زادهٔ ۶ اکتبر ۱۹۷۴) یک سیاستمدار بریتانیایی از حزب محافظه‌کار است. وی در سال ۲۰۱۹ میلادی، قائم‌مقام مشاور وزیر در وزارت سلامت و مددکاری اجتماعی و وزارت کشور بریتانیا از سال ۲۰۱۵ تا ۲۰۱۹، نمایندهٔ مجلس از حوزهٔ انتخابیه ریبل جنوبی در لانکاشایر بود. وی نخستین نمایندهٔ ایرانی‌تبار مجلس عوام بریتانیا محسوب می‌شود.